# Neocalyptis liratana
Neocalyptis liratana Christoph, 1881 è una falena appartenente alla famiglia Tortricidae, diffusa in Assam (India), nell'Oblast' dell'Amur (Russia) e in Giappone.